# 艾伦·霍奇金森
艾伦·霍奇金森（英語：Alan Hodgkinson，1936年8月16日—2015年12月8日），英国男子足球运动员，司职守门员。他曾代表英格兰参加1958年和1962年国际足联世界杯，其中1958年世界杯止步小组赛阶段，1962年世界杯止步八强。